# Aguja de Enol
Aguja de Enol está enclavado en el Macizo Occidental de los Picos de Europa o Cornión, en la provincia de Asturias en la cordillera Cantábrica.
- Datos: Q5660413